# Cózar
Cózar è un comune spagnolo di 1 256 abitanti situato nella comunità autonoma di Castiglia-La Mancia.